# Àngel Juallar i Geli
Àngel Juallar i Geli (Perpinyà, 1566 - 1623) va ser un religiós rossellonès.

## Biografia
La família Juallar va constituir un nucli d'influència, especialment eclesiàstica i legal, a la Catalunya del Nord. Àngel Juallar era net de Miquel Juallar  i fill de Joan Juallar, advocats tots dos. Entrà a l'orde benedictí i va ser abat de Santa Maria de Serrateix (1594-1600) i de Sant Martí del Canigó (1600-1623). El 1608 pretengué vendre el monestir de Sant Martí als jesuïtes de Perpinyà a canvi d'una renda vitalícia de 1.200 lliures anuals i el president de la Congregació de Sant Benet el va fer empresonar; la representació política que Juallar tenia de la Diputació del General, però, portà el president Onofre d'Alentorn i de Botella a fer-lo alliberar i a emetre un dur un pronunciament contra el Superior de la congregació. Sembla que Àngel Juallar va ser finalment excomunicat per l'intent de venda.

### Els germans Juallar
A més d'en Joan, foren:
- Onofre Juallar i Geli va ser doctor en dret i burgès honrat de Perpinyà el 1603. Va ser autor del ban del 1613 que prohibia oposar resistència a l'expedició de "Ma Armada" perpinyanenca alçada per a recuperar les relíquies de sant Galderic retingudes a Vilafranca de Conflent.[10]
- Jerònima Juallar i Geli, nascuda el 1558, el 1576 es casà amb el donzell Onofre Damià de Serres i Font, de Perpinyà
- Estàsia Juallar i Geli fou canongessa agustiniana al convent de Sant Salvador de Perpinyà, i n'arribà a ser priora
- Guiomar Juallar i Geli seguí la carrera de la seva germana Estàsia i fou igualment priora de Sant Salvador[11]
- Hi hagué, pel cap baix, un altre germà, o dos, perquè la bibliografia existent es contradiu [nt 3]
  - Per una banda s'esmenta Gaspar Juallar i Geli, frare dominicà
  - Per l'altra, Rafael Juallar, magistrat de Perpinyà a la segona meitat del segle xvi, jutge de primera apel·lació al tribunal del Governador del Rosselló, advocat fiscal dels tribunals reials de Perpinyà i assessor del governador del Rosselló i la Cerdanya.

Els Arxius departamentals dels Pirineus Orientals conserven l'expedient "1 E 456" dedicat a documents de la família Juallar.